# DJ moe
moe（モエ）は、日本のDJ、トラックメイカー。東京都出身。

## 略歴
日本人最年少にして、クロアチアで行われたUltra Europeのメインステージ、Ultra Japan、EDC JAPAN、electrox と国内外の大型フェスに大抜擢される。彼女の DJ スキルと幅広い選曲とヴィジュアルは、次世代の DJ アインコンとして確立した。18 歳で「AUDIO 2015」の出演をきっかけに、これまでに数々の海外アーティストと共演。2017 年からは block.fm で看板番組「mtmt_talk」をスタートし、Flume や Mija などゲストに迎えている。 オリジナル曲「Babe」は Skrillex が主宰するレーベル「NEST HQ」にピックアップされるなど、国内外の TOP アーティ ストの Remix を手掛ける。

## 海外出演履歴
Club MYST  / 上海,中国

Club Fusion / 上海,中国

Club Phuture / 蘇州,中国

Club UNA / 南京,中国

Club CUBIC / 澳門,

Club Zentral / 香港,

Club ELEKTRO / 台北,台湾

Club PLAY / ホーチミン,ベトナム

Club ONYX / バンコク,タイ

Club CE LA VI / バンコク,タイ

Club AVRY / シンガポール

Club FUSE / ヤンゴン,ミャンマー

Club ZOUK / クアラルンプール, マレーシア

Club DRAGONFLY / ジャカルタ,インドネシア

Djakarta Warehouse Project 2017 / ジャカルタ,インドネシア

ULTRA EUROPE FESTIVAL / スプリト,クロアチア

## リリース
- 2016年 「M.I.A. - BOYZ (DJ moe & EGL Bootleg)」自身初のBootleg曲。
- 2016年 「Babe (Original Mix) - DJ moe & EGL (Single)」トラックメーカーEGLとのコラボ
- 2016年 「Unstable - moe & MATZ (Single)」トラックメーカーMATZとのコラボ
- 2016年 「Drop The Jelly - DJ moe & Relect (Single)」
- 2017年 「Freakbox-mtmt_moe mix-mixed by DJ moe」(Mix CD)
- 2017年 「Instability (DJ moe & Relect Remix)」DECADE ~The Greatest Collaborations & Remixes~
- 2017年 「Dat Kitty 」…シングル（12月22日リリース）[3]